# Élections législatives polonaises de 1976
Les élections législatives polonaises de 1976 se déroulent le 21 mars 1976. Ce sont les septièmes élections de la République populaire de Pologne et les huitièmes de la Pologne communiste. Elles visent à élire les membres du Sejm, le Parlement polonais.
Les élections sont régies par la Constitution de la République populaire de Pologne. Officiellement, la participation électorale s'élève à 98,3 %.

## Des élections non-démocratiques
La seule liste de candidats autorisée est celle du Front Jedności Narodu (FJN), menée par le Parti ouvrier unifié polonais (PZPR).
Ces élections, comme toutes les autres du régime communiste polonais ne sont pas libres mais falsifiées, comme celles des autres démocraties populaires. La distribuation des sièges au Sejm est ainsi décidée par les caciques du FJN ; le rôle des électeurs n'est alors qu'artificiel. Les résultats sont les mêmes qu'aux élections de 1961, de 1965, de 1969 et de 1972.

## Résultats
| Parti | Parti                         | %    | Sièges |
| ----- | ----------------------------- | ---- | ------ |
|       | Parti ouvrier unifié polonais | 55,5 | 255    |
|       | Parti paysan unifié           | 25,4 | 117    |
|       | Indépendants                  | 11,1 | 49     |
|       | Parti démocrate               | 8    | 39     |
|       | Total                         | -    | 460    |

## Sources
- (en) Cet article est partiellement ou en totalité issu de l’article de Wikipédia en anglais intitulé « Polish legislative election, 1976 » (voir la liste des auteurs).